# Schweinitz (Jessen)
Schweinitz è una frazione (Ortsteil) della città tedesca di Jessen (Elster), nel Land della Sassonia-Anhalt.

## Storia
L'origine di Schweinitz si fa risalire a una fortezza costruita nel XII secolo da Alberto l'Orso, intorno alla quale si sviluppò un centro abitato, che ottenne nel 1373 il titolo di città.
Il 1º gennaio 1992 venne aggregato alla città di Schweinitz/ Elster il comune di Steinsdorf-Dixförda.
Il 1º gennaio 1993 la città di Schweinitz fu aggregata alla città di Jessen (Elster).